# Scopula nitidaria
Scopula nitidaria är en fjärilsart som beskrevs av Jean Baptiste Boisduval 1840. Scopula nitidaria ingår i släktet Scopula och familjen mätare. Inga underarter finns listade.